# 龙江乡 (永福县)
龙江乡，是中华人民共和国广西壮族自治区桂林市永福县下辖的一个乡镇级行政单位。

## 行政区划
龙江乡下辖以下地区：
龙山村、仁合村、双江村、兴隆村、西河村、驿马村、保安村、上维村、龙隐村和丹江村。